# Katedralen i Concepción, Chile

Katedralen i Concepción är en romersk-katolsk katedral i Concepción i Chile. Katedralen byggdes mellan 1940 och 1964.